# Refuge de Quioulès
Le refuge de Quioulès est un refuge situé sur la commune d'Aston, dans les Pyrénées, à 1 611 mètres d'altitude.

## Caractéristiques et informations
Une partie du refuge est réservée au(x) bergers(s), l'autre comporte le nécessaire pour l'abri et le couchage de 9-10 randonneurs. Des panneaux solaires assurent l'alimentation perpétuelle en électricité du refuge. Ce refuge dispose entre autres, d'une cheminée, avec une réserve de bois, de l'eau, d'outils et de matériel de couchage.

## Ascensions
Par des itinéraires hors sentier :
- pic de la Sabine (2 422 m) ;
- étangs de Carau (1 990 m et 2 088 m) ;
- étang de la Sabine d'en-Bas (2 020 m) et étang de la Sabine d'en-Haut (2 122 m) ;
- étang de Soulanet (2 345 m) ;
- étang de l'Estagnol (2 009 m).